# Kanton Santa Ana
Der Kanton Santa Ana befindet sich in der Provinz Manabí im Westen von Ecuador. Er besitzt eine Fläche von 1025 km². Im Jahr 2022 lag die Einwohnerzahl bei rund 51.500. Verwaltungssitz des Kantons ist die Kleinstadt Santa Ana (auch Santa Ana de Vuelta Larga) mit 9681 Einwohnern (Stand 2010).

## Lage
Der Kanton Santa Ana liegt südzentral in der Provinz Manabí. Das Gebiet befindet sich 40 km von der Pazifikküste entfernt im Landesinneren. Die Cordillera Costanera durchzieht den östlichen Kantonsteil in Nord-Süd-Richtung. Der Hauptort Santa Ana liegt 20 km südsüdöstlich der Provinzhauptstadt Portoviejo. Der Fluss Río Portoviejo passiert den Hauptort Santa Ana und entwässert das Areal in nordnordwestlicher Richtung. Im Quellgebiet des Río Portoviejo befindet sich die Talsperre Poza Honda. 
Der Kanton Santa Ana grenzt im Osten an den Kanton Balzar der Provinz Guayas, im Süden an den Kanton Olmedo, im Südwesten an den Kanton 24 de Mayo, im äußersten Westen an den Kanton Jipijapa, im Norden an den Kanton Portoviejo sowie im Nordosten an den Kanton Pichincha.

## Verwaltungsgliederung
Der Kanton Santa Ana ist in die Parroquias urbanas („städtisches Kirchspiel“)
- Lodana
- Santa Ana

und in die Parroquias rurales („ländliches Kirchspiel“)
- Ayacucho
- Honorato Vásquez
- La Unión
- San Pablo de Pueblo Nuevo

gegliedert.

## Geschichte
Der Kanton Santa Ana wurde am 23. April 1884 eingerichtet.
Entwicklung der Einwohnerzahl im Kanton Santa Ana bei landesweiten Volkszählungen zum jeweiligen Gebietsstand:
| Jahr                    | Einwohner | +/-     |
| ----------------------- | --------- | ------- |
| 1950                    | 35.729    | –       |
| 1962                    | 47.592    | 33,2 %  |
| 1974                    | 60.383    | 26,9 %  |
| 1982                    | 58.917    | −2,4 %  |
| 1990                    | 59.330    | 0,7 %   |
| 2001                    | 45.287    | −23,7 % |
| 2010                    | 47.385    | 4,6 %   |
| 2022                    | 51.462    | 8,6 %   |
| Datenherkunft: Wikidata |           |         |